# Chính phủ Nguyễn Tấn Dũng lần 1
Chính phủ Nguyễn Tấn Dũng lần 1, hay còn được gọi là Chính phủ cuối Quốc hội khóa XI là một chính phủ được Quốc hội khóa XI phê chuẩn thông qua.
Người đứng đầu chính phủ là Thủ tướng Nguyễn Tấn Dũng. Ông cũng như những thành viên Chính phủ khác đã được Quốc hội bầu ra tại Kỳ họp thứ 9, Quốc hội khóa XI sau khi Thủ tướng đương nhiệm Phan Văn Khải từ chức và việc bổ nhiệm đã được phê chuẩn sau đó.
Trong giai đoạn này, kinh tế thế giới khủng hoảng, Việt Nam cũng bị ảnh hưởng theo. Nhưng do sự can thiệp của Chính phủ kinh tế Việt Nam vẫn ổn định và phát triển.

## Thành lập
Tại Kỳ họp thứ 9 Quốc hội khóa XI, Quốc hội đã bầu ban lãnh đạo và thành viên mới của Chính phủ.

## Thành viên
| Thành viên Chính phủ Quốc hội khóa XIII | Thành viên Chính phủ Quốc hội khóa XIII                                         | Thành viên Chính phủ Quốc hội khóa XIII                                                                          | Thành viên Chính phủ Quốc hội khóa XIII                                 |
| --- | ------------------------------------------------------------------------------- | --- | ----------------------------------------------------------------------- |
| Lãnh đạo Chính phủ – quản lý toàn diện mọi hoạt động thuộc chức năng, nhiệm vụ, quyền hạn của Chính phủ Chức vụ đã thay thế trong nhiệm kì Quốc hội Chức vụ giữ nguyên từ nhiệm kì Quốc hội trước |                                                                                 | |                                                                         |
| Nguồn: |                                                                                 | |                                                                         |
| Chức vụ Nội dung phụ trách & Ngày nhậm chức | Đương chức                                                                      | Chức vụ Nội dung phụ trách & Ngày nhậm chức                                                                      | Đương chức                                                              |
| – Thủ tướng Chính phủ Nhậm chức 27 tháng 6 năm 2006 | Thủ tướng đương nhiệm Nguyễn Tấn Dũng từ Cà Mau                                 | – Phó Thủ tướng Thường trực Chính phủ Nhậm chức 28 tháng 6 năm 2006                                              | Bộ trưởng Bộ Tài chính Nguyễn Sinh Hùng từ Nghệ An                      |
| – Phó Thủ tướng Chính phủ Nhậm chức 28 tháng 6 năm 2006 | Trưởng ban Nội chính Trung ương Trương Vĩnh Trọng từ Bến Tre                    | – Phó Thủ tướng Chính phủ Nhậm chức 29 tháng 9 năm 1997                                                          | Bộ trưởng Bộ Khoa học, Công nghệ và Môi trường Phạm Gia Khiêm từ Hà Nội |
| – Phó Thủ tướng Chính phủ Phụ trách Kinh tế ngành Nhậm chức 2 tháng 8 năm 2007 | Bộ trưởng Bộ Công nghiệp Hoàng Trung Hải từ Thái Bình                           | – Phó Thủ tướng Chính phủ Phụ trách Y tế, Khoa giáo - Văn xã Nhậm chức 2 tháng 8 năm 2007                        | Bộ trưởng Bộ Giáo dục và Đào tạo Nguyễn Thiện Nhân từ Trà Vinh          |
| Cơ quan cấp bộ |                                                                                 | |                                                                         |
| – Bộ trưởng Bộ Quốc phòng Nhậm chức 27 tháng 6 năm 2006 | Tổng tham mưu trưởng Phùng Quang Thanh từ Hà Nội                                | – Bộ trưởng Bộ Công an Nhậm chức 28 tháng 1 năm 2002                                                             | Chủ nhiệm Ủy ban Kiểm tra Trung ương Lê Hồng Anh từ Kiên Giang          |
| – Bộ trưởng Bộ Nội vụ Nhậm chức 28 tháng 6 năm 2007 | Cựu Chủ tịch Hội đồng nhân dân thành phố Trần Văn Tuấn từ Hải Dương             | – Bộ trưởng Bộ Ngoại giao Nhậm chức 28 tháng 6 năm 2006                                                          | Bộ trưởng Bộ Khoa học, Công nghệ và Môi trường Phạm Gia Khiêm từ Hà Nội |
| – Bộ trưởng Bộ Kế hoạch và Đầu tư Nhậm chức 1 tháng 9 năm 2002 | Thứ trưởng Võ Hồng Phúc từ Hà Tĩnh                                              | – Bộ trưởng Bộ Tài chính Nhậm chức 28 tháng 6 năm 2006                                                           | Thứ trưởng Vũ Văn Ninh từ Nam Định                                      |
| – Bộ trưởng Bộ Công Thương Nhậm chức 2 tháng 8 năm 2007 | Cựu Thứ trưởng Vũ Huy Hoàng từ Hải Phòng                                        | – Bộ trưởng Bộ Nông nghiệp và Phát triển nông thôn Quyền Bộ trưởng từ tháng 7/2004 Nhậm chức 3 tháng 11 năm 2004 | Thứ trưởng Thường trực Cao Đức Phát từ Nam Định                         |
| – Bộ trưởng Bộ Giao thông Vận tải Nhậm chức 28 tháng 6 năm 2006 | Chủ tịch Hội đồng nhân dân tỉnh Hồ Nghĩa Dũng từ Đà Nẵng                        | – Bộ trưởng Bộ Xây dựng Nhậm chức tháng 8 năm 2002                                                               | Thứ trưởng Thường trực Nguyễn Hồng Quân từ Hải Dương                    |
| – Bộ trưởng Bộ Thông tin và Truyền thông Nhậm chức 2 tháng 8 năm 2007 | Bộ trưởng Bộ Văn hóa - Thông tin Lê Doãn Hợp từ Nghệ An                         | – Bộ trưởng Bộ Lao động – Thương binh và Xã hội Nhậm chức 2 tháng 8 năm 2007                                     | Thứ trưởng Thường trực Bộ Thương mại Nguyễn Thị Kim Ngân từ Bến Tre     |
| – Bộ trưởng Bộ Văn hóa, Thể thao và Du lịch Nhậm chức 2 tháng 8 năm 2007 | Tổng cục trưởng Tổng cục Du lịch Hoàng Tuấn Anh từ Quảng Nam                    | – Bộ trưởng Bộ Khoa học và Công nghệ Nhậm chức 8 tháng 8 năm 2002                                                | Cựu Hiệu trưởng Đại học Bách khoa Hà Nội Hoàng Văn Phong từ Hà Nội      |
| – Bộ trưởng Bộ Giáo dục và Đào tạo Nhậm chức 28 tháng 6 năm 2006 | Phó Chủ tịch Thường trực UBND Thành phố Hồ Chí Minh Nguyễn Thiện Nhân từ Hà Nội | – Bộ trưởng Bộ Y tế Nhậm chức 2 tháng 8 năm 2007                                                                 | Chủ tịch Ủy ban nhân dân thành phố Nguyễn Quốc Triệu từ Bắc Ninh        |
| – Bộ trưởng Bộ Tài nguyên và Môi trường Nhậm chức 28 tháng 6 năm 2006 | Thứ trưởng Thường trực Phạm Khôi Nguyên từ Hà Tây                               | – Bộ trưởng Bộ Tư pháp Nhậm chức 2 tháng 8 năm 2007                                                              | Cựu Thứ trưởng Thường trực Hà Hùng Cường từ Vĩnh Phúc                   |
| Cơ quan ngang bộ |                                                                                 | |                                                                         |
| Chức vụ Nội dung phụ trách & Ngày nhậm chức | Đương chức                                                                      | Chức vụ Nội dung phụ trách & Ngày nhậm chức                                                                      | Đương chức                                                              |
| – Bộ trưởng, Chủ nhiệm Văn phòng Chính phủ Nhậm chức 2 tháng 8 năm 2007 | Phó Chủ nhiệm Thường trực Nguyễn Xuân Phúc từ Quảng Nam                         | – Bộ trưởng, Chủ nhiệm Ủy ban Dân tộc Nhậm chức 2 tháng 8 năm 2007                                               | Cựu Chủ tịch Ủy ban nhân dân tỉnh Giàng Seo Phử từ Lào Cai              |
| – Tổng Thanh tra Chính phủ Nhậm chức 28 tháng 6 năm 2006 | Cựu Chủ tịch Ủy ban nhân dân tỉnh Trần Văn Truyền từ Bến Tre                    | – Thống đốc Ngân hàng Nhà nước Việt Nam Nhậm chức 23 tháng 8 năm 2007                                            | Cựu Phó Thống đốc Nguyễn Văn Giàu từ An Giang                           |